# Филатов, Михаил Алексеевич
Михаи́л Алексе́евич Фила́тов (20 августа [1 сентября] 1895, Асхабад, Закаспийская область — 11 марта 1962, Москва) — советский военный деятель, генерал-майор (17 ноября 1942 года).

## Биография
Михаил Филатов родился 20 августа (1 сентября) 1895 года (на надгробном памятнике указано 2 сентября 1895 года) в городе Асхабаде Асхабадского уезда Закаспийской области, ныне город Ашхабад — столица Туркменистана.
В 1914 году окончил шесть классов гимназии.

### Первая мировая и гражданская войны
В апреле 1915 года призван вольноопределяющимся в ряды Русской императорской армии и определён рядовым в 104-й запасной пехотный полк, дислоцировавшийся в Оренбурге. В мае направлен во 2-ю Петроградскую школу прапорщиков, после окончания которой в августе того же года Филатов в чине прапорщика направлен на Юго-Западный фронт, где был назначен на должность командира роты в составе 162-го пехотного Ахалцихского полка (41-я пехотная дивизия, 16-й армейский корпус). В июне 1917 года в бою под Черновцами поручик Филатов попал в плен, после чего содержался в лагерях военнопленных в городах Штральзунд, Оснабрюк и Пройсиш-Холланд. В декабре 1918 года вернулся по обмену военнопленными.
21 декабря 1918 года Филатов был призван в ряды Рабоче-крестьянской Красной Армии и назначен военруком всеобуча Ягодной слободы в Казани, а с 7 января 1919 года формировал из рабочих предприятий Ягодной слободы и командовал 1-м резервно-милиционным Красным полком, который вскоре был преобразован в 5-й крепостной, а затем в 44-й стрелковый.
В мае 1919 года 44-й стрелковый полк был направлен на Восточный фронт, где был включён в состав 5-й стрелковой дивизии (5-я армия), после чего принимал участие в боевых действиях против войск под командованием адмирала А. В. Колчака на р. Кама, при взятии Каслинского завода, города Кургана (к 15 августа 1919 года, в трех батальонах 44-го стрелкового полка насчитывалось 797 человек, в том числе 62 командира, 448 штыков и 10 пулеметов), форсировании реки Тобол (к середине сентября 1919 года остатки 43-го, 44-го и 45-го полков были сведены в батальон, общей численностью около 240 человек), а также в Петропавловской операции.
В январе 1920 года назначен на должность старшего помощника начальника штаба по оперативной части 5-й стрелковой дивизии. В апреле дивизия была передислоцирована на Западный фронт, после чего в ходе советско-польской войны принимала участие в боевых действиях в районе Лепеля, на р. Березина, в июльском наступлении и Варшавской операции, а затем при отступлении до реки Западная Двина в район Полоцка.
Осенью и зимой 1920 года дивизия вела боевые действия против бандитизма на территории Витебского и Полоцкого уездов.

### Межвоенное время
В июне 1923 года Филатов был направлен в распоряжение начальника штаба Туркестанского фронта, где в июле того же года был назначен на должность начальника оперативной части штаба 3-й Туркестанской стрелковой дивизии, дислоцированной в Душанбе, одновременно исполняя аналогичную должность в штабе Бухарской группы войск. Принимал участие в боевых действиях против басмачества на территории Восточной Бухары. В период с сентября 1925 по сентябрь 1926 года учился на курсах «Выстрел», после окончания которых вернулся на прежнюю должность.
В декабре 1929 года назначен на должность командира 12-го горнострелкового полка, после чего принимал участие в боевых действиях против вооружённых формирований под командованием Курбаши и Ибрагим-бека, за что награждён орденом Трудового Красного Знамени Узбекской ССР.
С января 1933 года служил на должностях начальника штаба и помощника начальника Среднеазиатской объединённой военной школы.
В 1938 году вступил в ВКП(б), в 1952 году партия переименована в КПСС.
С ноября 1938 года Филатов состоял в распоряжении Центрального совета Осоавиахима Узбекской ССР. В феврале 1939 года назначен на должность начальника спецгруппы для особых поручений при Военном совете штаба Среднеазиатского военного округа, а в июле 1940 года — на должность начальника формируемого Алма-Атинского стрелково-пулемётного училища.

### Великая Отечественная война
С началом войны полковник М. А. Филатов продолжил руководить училищем.
В июле 1942 года назначен на должность командира 68-й горнострелковой дивизии (58-й стрелковый корпус, Среднеазиатский военный округ).
17 ноября 1942 года присвоено звание генерал-майор.
17 октября 1943 года назначен на должность начальника Орловского пехотного училища, дислоцированного в Сталинабаде.
В конце ноября 1943 года Филатов был направлен в распоряжение командующего Отдельной Приморской армии и с 29 декабря исполнял должность заместителя командира 3-го горнострелкового корпуса, после чего принимал участие в боевых действиях в ходе Крымской наступательной операции. В период с 18 мая по 8 июня 1944 года генерал-майор Филатов временно командовал этим корпусом, который выполнял задачи по обороне побережья Крыма.
В ноябре 1944 года назначен на должность заместителя начальника штаба по организационным вопросам 4-го Украинского фронта, после чего принимал участие в боевых действиях в ходе Западно-Карпатской, Моравско-Остравской и Пражской наступательных операциях.

### Послевоенная карьера
В июле 1945 года назначен на должность заместителя начальника штаба Прикарпатского военного округа, а в сентябре — на должность заместителя начальника штаба по организационно-мобилизационным вопросам Туркестанского военного округа.
В мае 1949 года направлен на учёбу на Высшие академические курсы при Высшей военной академии имени К. Е. Ворошилова, после окончания которых с мая 1950 года состоял в распоряжении Главного управления кадров и в январе 1951 года назначен на должность на должность заместителя председателя Стрелково-тактического комитета Сухопутных войск (с мая 1953 года — в составе Главного управления боевой и физической подготовки Сухопутных войск).
22 марта 1958 года вышел в запас.
Генерал-майор Михаил Алексеевич Филатов умер 11 марта 1962 года в городе Москве. Похоронен на Головинском кладбище,ныне расположенном в муниципального округа Головинский Северного административного округа города Москвы.

## Награды
- Орден Ленина, 21 февраяля 1945 года[7][8]);
- Орден Красного Знамени, четыре раза: 17 апреля 1944 года[9], 3 ноября 1944 года[8][10], 6 ноября 1944 года[11], 20 июня 1949 года[8][12]);
- Орден Кутузова II степени, 23 мая 1945 года[13][14]
- Орден «Знак Почёта», 16 августа 1936 года
- Орден Трудового Красного Знамени Узбекской ССР, 1929 год
- Медали.